# Lista de cidades da Luisiana

Localização do estado de Luisiana nos Estados Unidos.

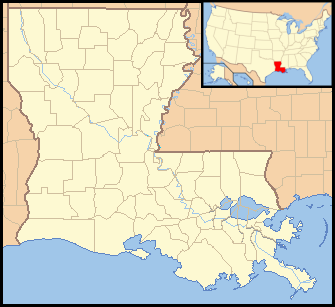
Divisões da Luisiana por suas paróquias.

A Luisiana é um estado localizado na Região Sul dos Estados Unidos. De acordo com o censo americano de 2010, a Luisiana é o 25º estado mais populoso com 4.533.479 habitantes, e o 33º estado por área de terra, abrangendo 135 658,72 quilômetros quadrados. A Luisiana diferentemente de 48 dos estados americanos, é dividida em paróquias ao invés de condados (o Alasca é divido em distritos denominados boroughs), são 64 paróquias equivalentes a condados que dividem a Luisiana, e juntos eles possuem 308 municípios constituídos por quatro cidades-paróquias consolidadas, 304 cidades, vilas e aldeias. Os municípios de Louisiana cobrem somente 7.9% da massa da terra do estado, mas é nessa porcentagem de área que está 45.3% de sua população.
De acordo com os Estatutos Revisados das Leis de Louisiana de 2015, os residentes de qualquer área não incorporada podem propor a incorporação como um município se a localidade atender aos limiares mínimos de população prescritos. As corporações municipais são divididas com base na população em três classes: cidades, vilas e aldeias. Aquelas com cinco mil habitantes ou mais são classificadas como cidades, aquelas que têm entre mil e cinco mil habitantes são classificados como vilas, e por fim aquelas com mil habitantes ou menos são classificadas como aldeias. O governador pode alterar a classificação do município se o conselho de vereadores solicitar uma mudança e um censo mostrar que a população aumentou ou diminuiu tornando-se elegível para uma classificação diferente. Os municípios recebem poderes para desempenhar as funções exigidas pelos governos locais, incluindo a cobrança de impostos e a assumo do endividamento.
Em 2010, o município mais populoso de Louisiana foi Baton Rouge com 384.452 residentes, e o menos populoso foi Mound com 19 residentes. O município com a maior área da terra foi a paróquia de Terrebonne, que se estende por 3 190.4 quilômetros quadrados, enquanto Napoleonville foi o menor, com 0.44 quilômetros quadrados. O mais velho e primeiro município a ser incorporado foi Natchitoches em 1712.

## A
- Abita Springs
- Addis
- Albany
- Alexandria
- Ama
- Amelia
- Amite City
- Anacoco
- Angie
- Arabi
- Arcadia
- Arnaudville
- Ashland
- Athens
- Atlanta
- Avondale

## B
- Baker
- Baldwin
- Ball
- Barataria
- Basile
- Baskin
- Bastrop
- Baton Rouge
- Bayou Cane
- Bayou Gauche
- Bayou Vista
- Belcher
- Belle Chasse
- Belle Rose
- Benton
- Bernice
- Berwick
- Bienville
- Blanchard
- Bogalusa
- Bonita
- Boothville-Venice
- Bossier City
- Boutte
- Boyce
- Breaux Bridge
- Bridge City
- Broussard
- Brownfields
- Brownsville-Bawcomville
- Brusly
- Bryceland
- Bunkie
- Buras-Triumph

## C
- Calvin
- Cameron
- Campti
- Cankton
- Carencro
- Carlyss
- Castor
- Cecilia
- Chackbay
- Chalmette
- Charenton
- Chataignier
- Chatham
- Chauvin
- Cheneyville
- Choudrant
- Church Point
- Claiborne
- Clarence
- Clarks
- Clayton
- Clinton
- Colfax
- Collinston
- Columbia
- Converse
- Cotton Valley
- Cottonport
- Coushatta
- Covington
- Crowley
- Cullen
- Cut Off

## D
- De Ridder
- DeQuincy
- Delcambre
- Delhi
- Delta
- Denham Springs
- Des Allemands
- Destrehan
- Deville
- Dixie Inn
- Dodosn
- Donaldsonville
- Downsville
- Doyline
- Dry Prong
- Dubach
- Dubberly
- Dulac
- Duson

## E
- East Hodge
- Eastwood
- Eden Isle
- Edgard
- Edgefield
- Elizabeth
- Elmwood
- Elton
- Empire
- Epps
- Erath
- Eros
- Estelle
- Estherwood
- Eunice
- Evergreen

## F
- Farmerville
- Fenton
- Ferriday
- Fisher
- Florien
- Folsom
- Fordoche
- Forest
- Forest Hill
- Fort Polk North
- Fort Polk South
- Franklin
- Franklinton
- French Settlement

## G
- Galliano
- Gardere
- Garyville
- Georgetown
- Gibsland
- Gilbert
- Gilliam
- Glenmora
- Golden Meadow
- Goldonna
- Gonzales
- Grambling
- Gramercy
- Grand Cane
- Grand Coteau
- Grand Isle
- Gray
- Grayson
- Greensburg
- Greenwood
- Gretna
- Grosse Tete
- Gueydan

## H
- Hackberry
- Hahnville
- Hall Summit
- Hammond
- Harahan
- Harrisonburg
- Harvey
- Haughton
- Haynesville
- Heflin
- Henderson
- Hessmer
- Hodge
- Homer
- Hornbeck
- Hosston
- Houma
- Houma

## I
- Ida
- Independence
- Inniswold
- Iota
- Iowa

## J
- Jackson
- Jamestown
- Jean Lafitte
- Jeanerette
- Jefferson
- Jena
- Jennings
- Jonesboro
- Jonesville
- Junction City

## K
- Kaplan
- Keachi
- Kenner
- Kenner
- Kilbourne
- Killian
- Killona
- Kinder
- Krotz Springs

## L
- Labadieville
- Lacombe
- Lafayette
- Lafitte
- Lake Arthur
- Lake Charles
- Lake Charles
- Lake Providence
- Laplace
- Larose
- Lecompte
- Leesville
- Leonville
- Lillie
- Lisbon
- Livingston
- Livonia
- Lockport
- Logansport
- Longstreet
- Loreauville
- Lucky
- Luling
- Lutcher
- Lydia

## M
- Madisonville
- Mamou
- mandeville
- Mangham
- Mansfield
- Mansura
- Many
- Maringouin
- Marion
- Marksville
- Marrero
- Martin
- Mathews
- Maurice
- McNary
- Melville
- Mer Rouge
- Meraux
- Mermentau
- Merrydale
- Merryville
- Metairie
- Midway
- Minden
- Monroe
- Monroe
- Montegut
- Montgomery
- Monticello
- Montpelier
- Montz
- Mooringsport
- Moreauville
- Morgan City
- Morganza
- Morse
- Moss Bluff
- Mound
- Mount Lebanon

## N
- Napoleonville
- Natalbany
- Natchez
- Natchitoches
- New Iberia
- New Llano
- New Roads
- New Sarpy
- Newellton
- Noble
- Norco
- North Hodge
- North Vacherie
- Norwood
- Nova Orleães

## O
- Oak Grove
- Oak Hills Place
- Oak Ridge
- Oakdale
- Oberlin
- Oil City
- Old Jefferson
- Olla
- Opelousas

## P
- Paincourtville
- Palmetto
- Paradis
- Parks
- Patterson
- Pearl River
- Pierre Part
- Pine Prairie
- Pineville
- Pioneer
- Plain Dealing
- Plaquemine
- Plaucheville
- Pleasant Hill
- Pollock
- Ponchatoula
- Port Allen
- Port Barre
- Port Sulphur
- Port Vincent
- Powhatan
- Poydras
- Prien
- Provencal

## Q
- Quitman

## R
- Raceland
- Rayne
- Rayville
- Red Chute
- Reeves
- Reserve
- Richmond
- Richwood
- Ridgecrest
- Ringgold
- River Ridge
- Robeline
- Rodessa
- Rosedale
- Roseland
- Rosepine
- Ruston

## S
- Saline
- Sarepta
- Schriever
- Scott
- Shenandoah
- Shongaloo
- Shreveport
- Sibley
- Sicily Island
- Sikes
- Simmesport
- Simpson
- Simsboro
- Slaughter
- Slidell
- Sorrento
- South Mansfield
- South Vacherie
- Spearsville
- Springfield
- Springhill
- St. Francisville
- St. Gabriel
- St. Joseph
- St. Martinville
- St. Rose
- Stanley
- Sterlington
- Stonewall
- Sulphur
- Sun
- Sunset
- Supreme
- Swartz

## T
- Taft
- Tallulah
- Tangipahoa
- Terrytown
- Thibodaux
- Tickfaw
- Timberlane
- Tullos
- Turkey Creek

## U
- Urania

## V
- Varnado
- Vidalia
- Vienna
- Village St. George
- Ville Platte
- Vinton
- Violet
- Vivian

## W
- Waggaman
- Walker
- Wallace
- Washington
- Waterproof
- Welsh
- West Ferriday
- West Monroe
- Westlake
- Westminster
- Westwego
- White Castle
- Wilson
- Winnfield
- Winnsboro
- Wisner
- Woodmere
- Woodworth

## Y
- Youngsville

## Z
- Zachary